# روبرتو روزا
روبرتو روزا هو لاعب كرة قدم برازيلي، ولد في 3 يونيو 1998 في بورتو أليغري في البرازيل. لعب مع نادي إنترناسيونال.

## وصلات خارجية
- روبرتو روزا على موقع قاعدة بيانات كرة القدم.إي يو (الإنجليزية)
- روبرتو روزا على موقع Soccerway.com (الإنجليزية)